# 大渚ジャンクション
大渚ジャンクション（テジョジャンクション）は大韓民国釜山広域市江西区にある、中央高速道路(55号線）と南海高速道路（10号線）を接続するジャンクションである。

## 接続している路線

### 春川・金海国際空港方面
- 中央高速道路（6番）

### 光州・釜山方面
- 南海高速道路（39番）

## 隣
中央高速道路
三楽IC - 大渚JCT - 大東料金所
南海高速道路
北釜山料金所 - 大渚JCT - 亀浦IC